# توائم جيانيني الست
توائم جيانيني الست (ولدوا في 11 يناير 1980) مجموعة توائم من ستة أطفال أبناء روسانا كافيجليا جيانيني وفرانكو جيانيني ولدوا في فيلات ميديتشي في مستشفى كاريجي بالقرب من فلورنسا بإيطاليا. كانوا ثاني مجموعة من التوائم الست على قيد الحياة في مرحلة الطفولة المبكرة على مستوى العالم، وأول ست توائم في أوروبا.
ولد جيانيني التوائم الست بعد ولادة توائم روزينكوتيز الست، هم أول ست توائم على قيد الحياة. يتكون التوائم الست من أربعة أولاد وفتاتين. وترتيب الأطفال كما يلي:- 
| ترتيب الأطفال | وقت الولادة | النوع | الوزن عند الولادة | الاسم     |
| ------------- | ----------- | ----- | ----------------- | --------- |
| أ             |             | أنثى  |                   | ليتيزتيا  |
| ب             |             | أنثى  |                   | ليندا     |
| ج             |             | ذكر   |                   | فابريزو   |
| د             |             | ذكر   |                   | فرانسيسكو |
| ه             |             | ذكر   |                   | جيورجيو   |
| و             |             | ذكر   |                   | روبيرتو   |

## القصة الخلفية
ولدت روزانا كافيجليا وترعرعت في وادي كازينتينو وعملت كمعلمة في مدرسة ابتدائية في بلدة أريزو. تزوجت فرانكو جيانيني في عام 1976.
حملت الأم بالأطفال بعد سلسلة من العلاجات الهرمونية التي أثارتها مخاوف روزانا جيانيني من أنها بدأت سن اليأس المبكر بشكل غير طبيعي في سن التاسعة والعشرين. عندما ذهبت إلى طبيبها النسائي لإجراء أول فحص لها بالموجات فوق الصوتية، قيل لها ألا تنشر الخبر علنًا خشيةً أن يتسبب ذلك في تورط وسائل الإعلام الدولية.